# Список умерших в 1228 году
В этой статье представлен список известных людей, умерших в 1228 году.
См. также: Категория:Умершие в 1228 году

## Январь
- 13 января — Иветта Юйская — святая римско-католической церкви.
- 31 января — Ги де Монфор, французский крестоносец, сеньор Ферте-Але и Бретанкура, регент графства Сидон (1205—1210), сеньор Кастра (с 1211).

## Февраль
- 17 февраля — Генрих I Чёрный — граф Шверина (1200—1228)
- 18 февраля 
  - Владислав II[фр.] — маркграф Моравии (1224—1228)
  - Джарвис Чичестерский[фр.] — епископ Се (1220—1228)

## Апрель
- 2 апреля — Давыд Юрьевич — князь Муромский (1203/1205 — 1228). Принято считать, что именно этот князь и его супруга являются канонизированными и почитаемыми православной церковью святыми Петром и Февронией.
- 25 апреля 
  - Иоланта Иерусалимская (Изабелла II) (16) — королева Иерусалима (1212—1228), императрица-консорт Священной Римской Империи (1225—1228), королева-консорт Сицилии (1225—1228), умерла при родах.
  - Пьерлеони, Гвидо — кардинал-дьякон Сан-Никола-ин-Карчере (1205—1221), кардинал-епископ Палестрины (1221—1228)

## Июнь
- 7 июня — Агнесса, чешская княжна, представительница династии Пршемысловичей.
- 18 июня — Матильда I де Бурбон, дама де Бурбон (с 1171).
- 30 июня — Арнульф Брюссельский — святой римско-католической церкви[1].

## Июль
- 9 июля — Лэнгтон, Стефан — английский богослов и политический деятель, архиепископ Кентерберийский (1207—1228).
- 18 июля — Генрих II, маркграф Истрии и Крайны (1204—1208).

## Сентябрь
- 15 сентября — Генрих I фон Зипплинген[нем.] — епископ Айхштета (1225—1228)
- 24 сентября — Стефан Первовенчанный, великий жупан Рашки (1196—1217), первый король Сербии (1217—1228) из династии Неманичей, святой Сербской церкви.
- Мария де Куртене — императрица-консорт Никейской империи (1217/1218—1221), как жена Феодора I Ласкариса, регент Латинской империи (1228)

## Октябрь
- Юстас де Фауконберг[англ.] — лорд-казначей Англии (1217—1228), епископ Лондона (1221—1228)

## Декабрь
- 4 декабря — Бруно II фон Портендорф[нем.] — епископ Мейсена (1209—1228)
- 8 декабря — Джеффри де Бург[англ.] — епископ Или (1215—1219, 1225—1228)
- 16 декабря — Беатриса д’Альбон — дофина Вьенна, графиня Альбона, Гренобля, Уазана и Бриансона (1162—1228), герцогиня-консорт Бургундии (1183—1192), как жена Гуго III

## Дата неизвестна или требует уточнения
- Адам де Калд[англ.] — епископ Абердина (1207—1228).
- Алаэддин Давуд-шах II, правитель части бейлика Мангуджакидов с центром в Эрзинджане (1225—1228).
- Андерс Сансен[англ.] — датский архиепископ Лунда (1201—1222), участник завоевания Эстонии
- Ахмад ибн Муним аль-Абдари[англ.] — марокканский математик
- Эйд Уа Конхобайр — король Коннахта (1224—1228)
- Генрих I, первый граф Цвейбрюккена.
- Генрих де Лундр[англ.] — архиепископ Дублина (1213—1228)
- Геро IV де Кабрера — граф Урхеля (1213—1228)
- Малькольм I[англ.] — мормэр Файфа (1204—1228)
- Мефодий Почаевский — православный монах, по одной из версий, основатель Почаевского монастыря (1220)
- Мстислав Мстиславич Удатный — Князь Новгородский (1210—1215, 1216—1218), Князь Галицкий (1215, 1219—1227).
- Насир ад-Дин Кабача, мусульманский тюркский губернатор Мултана (с 1203).
- Роберт де Куртене — Император Латинской Империи (1219—1228).
- Хуго I фон Монфорт, граф фон Брегенц и фон Монфорт.
- Чжан Цунчжэн, китайский врач и государственный служащий, основатель собственной медицинской школы.
- Чжао Жугуа — китайский географ